# Гварамадзе, Иване
Иванэ Гварамадзе (груз. ივანე გვარამაძე, 17 октября 1831, Вале — 24 мая 1912, Ахалцихе) — грузинский католический священник, педагог, этнограф, публицист и общественный деятель.

## Биография
Иване Гварамадзе родился в Вале в католической семье Павле Гварамадзе. После окончания начальной школы, отправился в Стамбул, где грузинский просветитель Петре Харисчирашвили основал грузинский монастырь и школу при нём. В конце 1860-х годов Иванэ был рукоположён в священники, занялся педагогической и публицистической деятельностью.

## Труды
- Жизнь Картли
- Сокровища грузинского языка
- Мученичество Михаила Гоброна